# Azurina brevirostris
Azurina brevirostris là một loài cá biển thuộc chi Azurina trong họ Cá thia. Loài này được mô tả lần đầu tiên vào năm 2008.

## Từ nguyên
Từ định danh brevirostris được ghép bởi 2 âm tiết trong tiếng Latinh: brevis ("ngắn") và rostris ("mõm"), hàm ý đề cập đến phần mõm ngắn của loài cá này.

## Phân loại học
A. brevirostris ban đầu được xếp vào chi Chromis, nhưng dựa trên bằng chứng di truyền, loài này đã được chuyển sang chi Azurina.

## Phạm vi phân bố và môi trường sống
A. brevirostris được ghi nhận ở Tây Thái Bình Dương. Loài này được tìm thấy từ quần đảo Marshall trải dài về phía nam đến Vanuatu và Fiji, mở rộng về phía tây đến quần đảo Caroline (từ đảo Puluwat của Liên bang Micronesia chạy dài đến quốc đảo Palau).
A. brevirostris được thu thập ở độ sâu khoảng từ 42 đến 120 m.

## Mô tả
Chiều dài cơ thể tối đa được ghi nhận ở A. brevirostris là 6,8 cm. A. brevirostris có màu xám phớt tím, nhạt màu hơn ở bụng. Có 3–4 hàng vảy cá viền vàng kim từ gáy chạy dài đến phần trên của cuống đuôi.Vây lưng, vây hậu môn và vây đuôi màu xám tím hoặc trong mờ với màu xanh lam. Mống mắt màu vàng tươi.
Số gai ở vây lưng: 13; Số tia vây ở vây lưng: 13–14; Số gai ở vây hậu môn: 2; Số tia vây ở vây hậu môn: 15–16; Số gai ở vây bụng: 1; Số tia vây ở vây bụng: 5; Số tia vây ở vây ngực: 18–19; Số vảy đường bên: 14–16; Số lược mang: 26–29.

## Sinh thái học
A. brevirostris hợp thành đàn và kiếm ăn giữa các cột nước. Cá đực có tập tính bảo vệ và chăm sóc trứng.